# Ponto Belo
Ponto Belo is een gemeente in de Braziliaanse deelstaat Espírito Santo. De gemeente telt 7.247 inwoners (schatting 2009).
De gemeente grenst aan Boa Esperança, Ecoporanga, Montanha, Mucurici, Nova Venécia en Pinheiros